# Ferlacher Bahn
| |                      |                                  |                                  |
| Streckenlänge: | 5,7 km               |                                  |                                  |
| Spurweite: | 1435 mm (Normalspur) |                                  |                                  |
| Maximale Neigung: | 14 ‰                 |                                  |                                  |
| Minimaler Radius: | 200 m                |                                  |                                  |
| Streckengeschwindigkeit: | 30 km/h              |                                  |                                  |
| |                      |                                  |                                  |
| \| \| \| Rosentalbahn von Jesenice \| \| \| \| 0,0 \| Weizelsdorf \| 432 m ü. A. \| \| \| \| Rosentalbahn nach Klagenfurt Hbf \| \| \| \| 3,5 \| Unterbergen aufgelassen \| Unterbergen aufgelassen \| \| \| \| Anschluss KESTAG (Historama) \| \| \| \| 5,7 \| Ferlach \| 471 m ü. A. \| |                      |                                  |                                  |
| Strecke |                      | Rosentalbahn von Jesenice        | Rosentalbahn von Jesenice        |
| Bahnhof | 0,0                  | Weizelsdorf                      | 432 m ü. A.                      |
| Abzweig geradeaus und nach links |                      | Rosentalbahn nach Klagenfurt Hbf | Rosentalbahn nach Klagenfurt Hbf |
| ehemaliger Haltepunkt / Haltestelle | 3,5                  | Unterbergen aufgelassen          | Unterbergen aufgelassen          |
| Abzweig geradeaus und von rechts |                      | Anschluss KESTAG (Historama)     | Anschluss KESTAG (Historama)     |
| Kopfbahnhof Streckenende | 5,7                  | Ferlach                          | 471 m ü. A.                      |

Die  Ferlacher Bahn  ist eine normalspurige Nebenbahn in Kärnten. Die 1906 eröffnete Strecke entstand als Zweigstrecke der Rosentalbahn und diente vor allem der Versorgung der – einst mächtigen – Ferlacher Eisenindustrie. Die Personenbeförderung spielte schon immer eine untergeordnete Rolle und so wurde sie bereits 1951 eingestellt. Mit der Stahlkrise Anfang der 1980er Jahre verlor die Ferlacher Bahn einen Großteil ihrer Transportaufträge. Heute verkehren auf der Strecke Züge der Nostalgiebahnen in Kärnten.

## Geschichte
Nachdem die Stadt Ferlach weder beim Bau der Drautalbahn noch beim Bau der Rudolfsbahn einen Bahnanschluss erhalten hatte, drängten Vertreter der Ferlacher Eisenindustrie auf den Bau einer Lokalbahn zur Erschließung ihrer Werke. 1896 gründete sich in Ferlach ein Konsortium für eine Lokalbahn Klagenfurt - Unterloibl, allerdings wurde der Antrag auf Erteilung einer Vorkonzession von der Regierung in Wien mit dem Hinweis auf die noch ausstehende Entscheidung zur Linienführung der Neuen Alpenbahnen abgelehnt.
Nach dem Baubeginn der Rosentalbahn als Teil der Neuen Alpenbahnen wurde der Bau der Lokalbahn Weizelsdorf - Ferlach am 14. Juli 1903 gesetzlich geregelt, der Kostenbeitrag des Staates am Bau belief sich auf 854.000 Kronen. Die Strecke wurde für eine Geschwindigkeit von 30 km/h ausgelegt, der größte Kunstbau der Strecke ist die 45 m lange Stahlbrücke über den Grießbach im Stadtgebiet von Ferlach. Ein Teil der Baukosten wurde von Privaten aufgebracht, vor allem vom Industriellen Alfred Voight. Der Bau begann am 1. Juni 1906 und der Bahnbetrieb konnte bereits am 5. Dezember 1906 aufgenommen werden. Der erste Personenzug verließ um 05:18 Uhr den Bahnhof Weizelsdorf und bestand aus der Dampflokomotive 88.21, einem Postwagen, einem Güterwagen und drei Personenwagen die mit 22 Fahrgästen besetzt waren.
Die Strecke diente Zeit ihres Bestehens hauptsächlich dem Güterverkehr. Im Kursbuch der Deutschen Reichsbahn von 1943 sind im Personenverkehr sieben Zugpaare zwischen Weizelsdorf und Ferlach verzeichnet. Der Personen-, Gepäck- und Expreßgutverkehr auf der Ferlacher Bahn wurde am 20. Mai 1951 eingestellt. Bis Oktober 1968 verkehrten die Güterzüge mit Dampflokomotiven die anschließend durch Diesellokomotiven der Reihe 2043 ersetzt wurden. 1976 wurden erstmals Dampfsonderzüge auf der Ferlacher Bahn geführt.
Ab 1991 begannen die Nostalgiebahnen in Kärnten (NBiK) in den Sommermonaten ihre „Rosentaler Dampfbummelzüge“ auf der ÖBB-Strecke zu führen. Die Österreichischen Bundesbahnen (ÖBB) stellten 1997 die Güterbeförderung auf der Strecke Weizelsdorf – Ferlach endgültig ein, womit die Strecke in ihrem Bestand ernstlich gefährdet war. Kurzfristig wurde die Strecke von den Nostalgiebahnen angemietet und erst 2001 gelang es, die Strecke mit Unterstützung der Stadt Ferlach und dem Land Kärnten zu kaufen.
Seither wird die Strecke von den NBiK instand gehalten. Alleine im Jahr 2021 wurden auf der Strecke rund 900 Bahnschwellen von ehrenamtlichen Helfern getauscht und damit 600 m Gleis saniert.
Seit Einführung der S-Bahn-Linie 3 der S-Bahn Kärnten nach Weizelsdorf am 1. August 2011 werden auch Rufe laut, die S-Bahn bis nach Ferlach zu verlängern. Dazu müsste aber die Strecke umfassend renoviert werden.
Auch gibt es die Idee, dass die Nostalgiebahnen in Kärnten einen Taktfahrplan mit ihren historischen Fahrzeugen fahren – abgestimmt auf die Ankunfts- und Abfahrtszeit der S3 in Weizelsdorf.

## Streckenbeschreibung
Die Strecke zweigt in Weizelsdorf von der Rosentalbahn ab und verlässt den Bahnhof Richtung Osten. Südlich des Bahnhofs Weizelsdorf befindet sich der Lokomotivschuppen des Vereins NBiK. Vorbei an der aufgelassenen Halte- und Ladestelle Unterbergen steigt die Strecke mit bis zu 14 ‰ über die Grießbachbrücke (45 m) zum Bahnhof Ferlach.
Kurz vor dem Bahnhof Ferlach führt eine Schleppbahn in das Gelände der ehemaligen KESTAG, jetzigem Standort vieler Unternehmen und auch des vom Verein NBiK betriebenen Verkehrstechnikmuseum HISTORAMA. Die Anschlussbahn wurde im Jahr 2012 durch den Verein NBiK elektrifiziert, seither verkehrt hier ein Pendelverkehr mit historischen Straßenbahnfahrzeugen zwischen Bahnhof Ferlach und dem Museum HISTORAMA.
Die „Localbahn Ferlach – Weizelsdorf“ (LFW) fährt nun in den Sommermonaten (Juli bis Mitte September jeweils samstags und sonntags) im Dampfbetrieb und hat auch eine Konzession, um Gütertransporte zu bewerkstelligen.
Seit August 2020 verkehren einzelne Nostalgiezüge der Nostalgiebahnen in Kärnten zwischen Ferlach und Feistritz im Rosental. Beginnend mit Juli 2021 werden auch Sonderzüge von Ferlach bis Rosenbach und von dort weiter auf die Bahnstrecke Villach–Rosenbach angeboten.

## Galerie

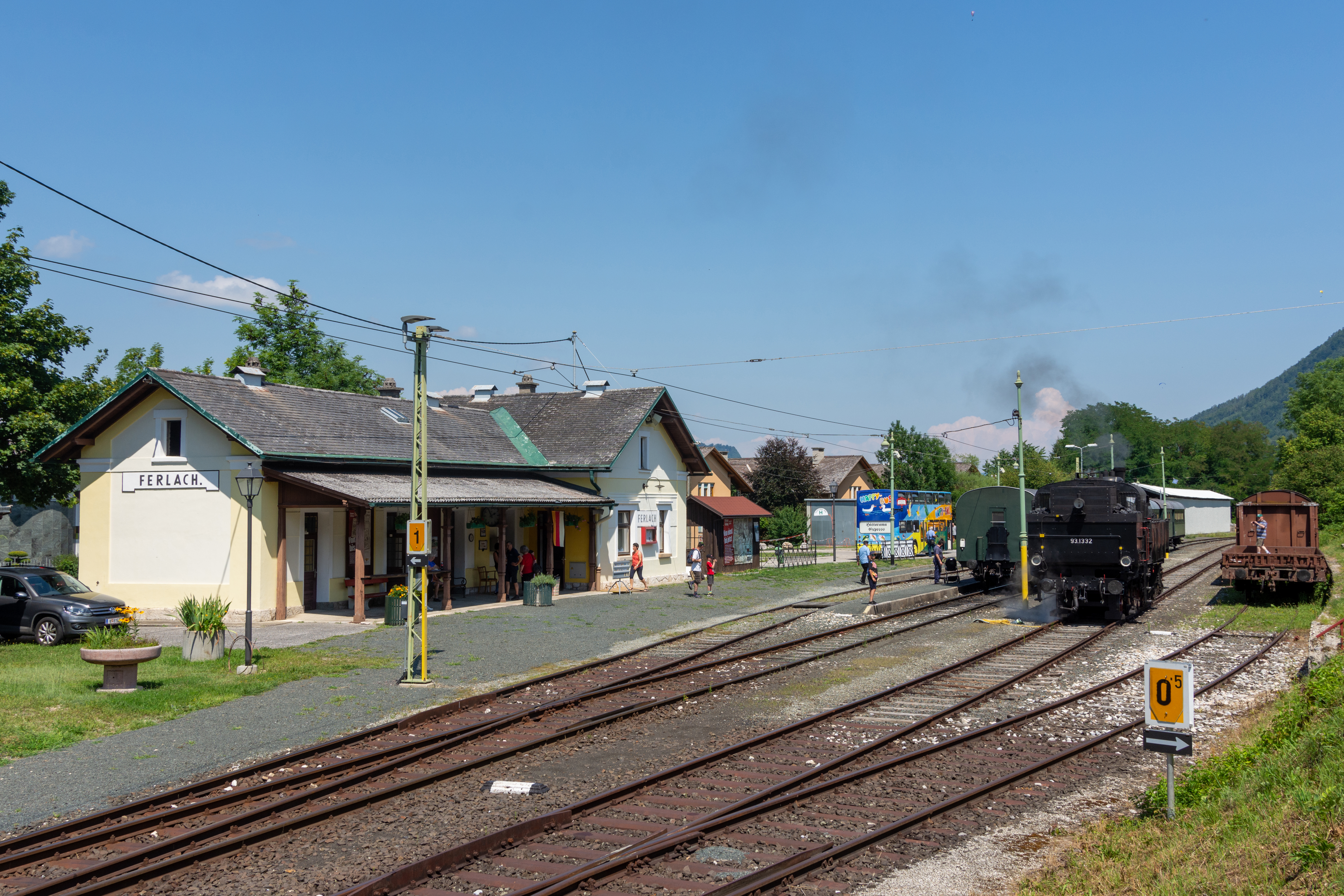
Bahnhof Ferlach
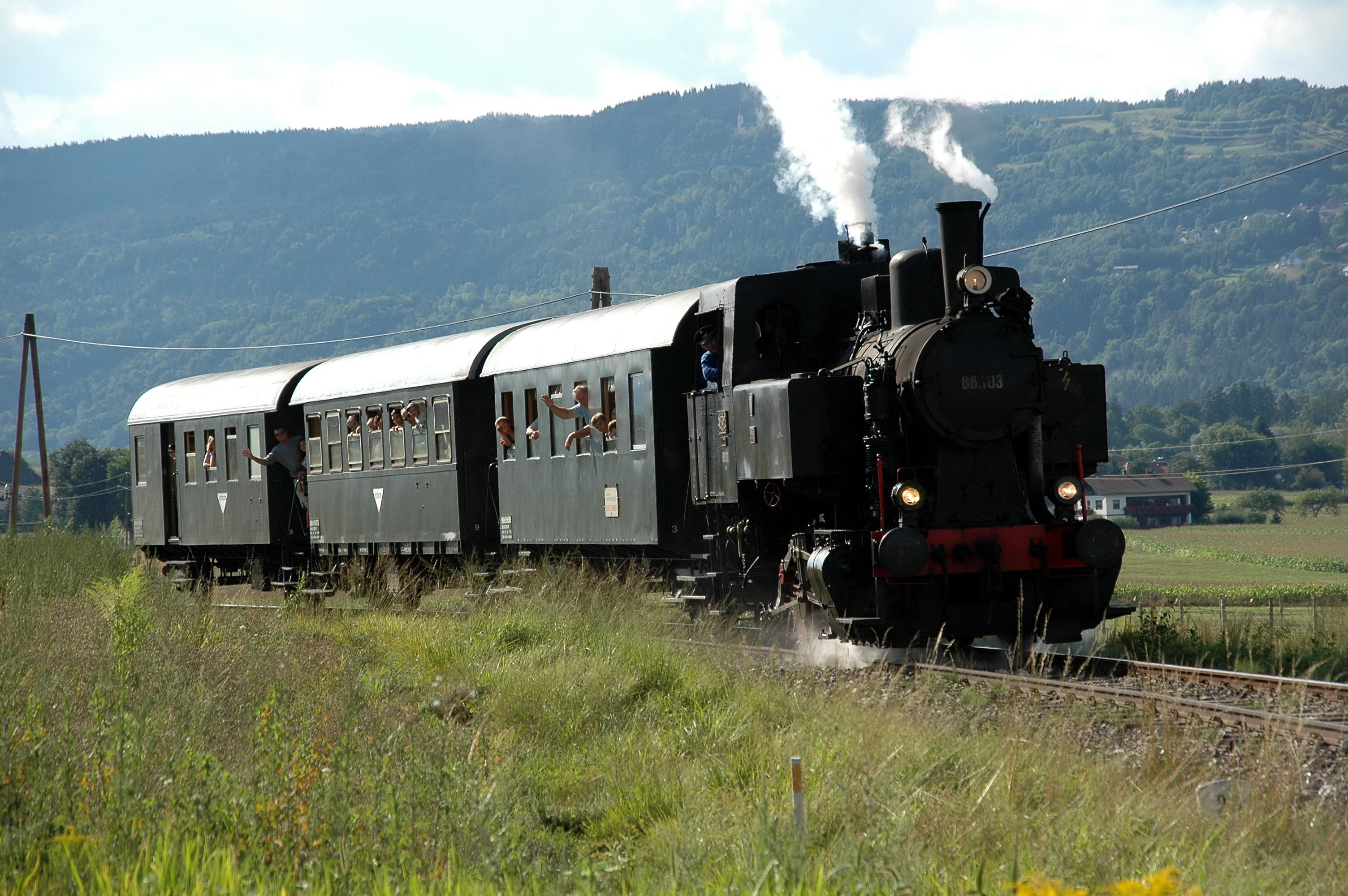
Rosentaler Dampfbummelzug bei Kirschentheuer
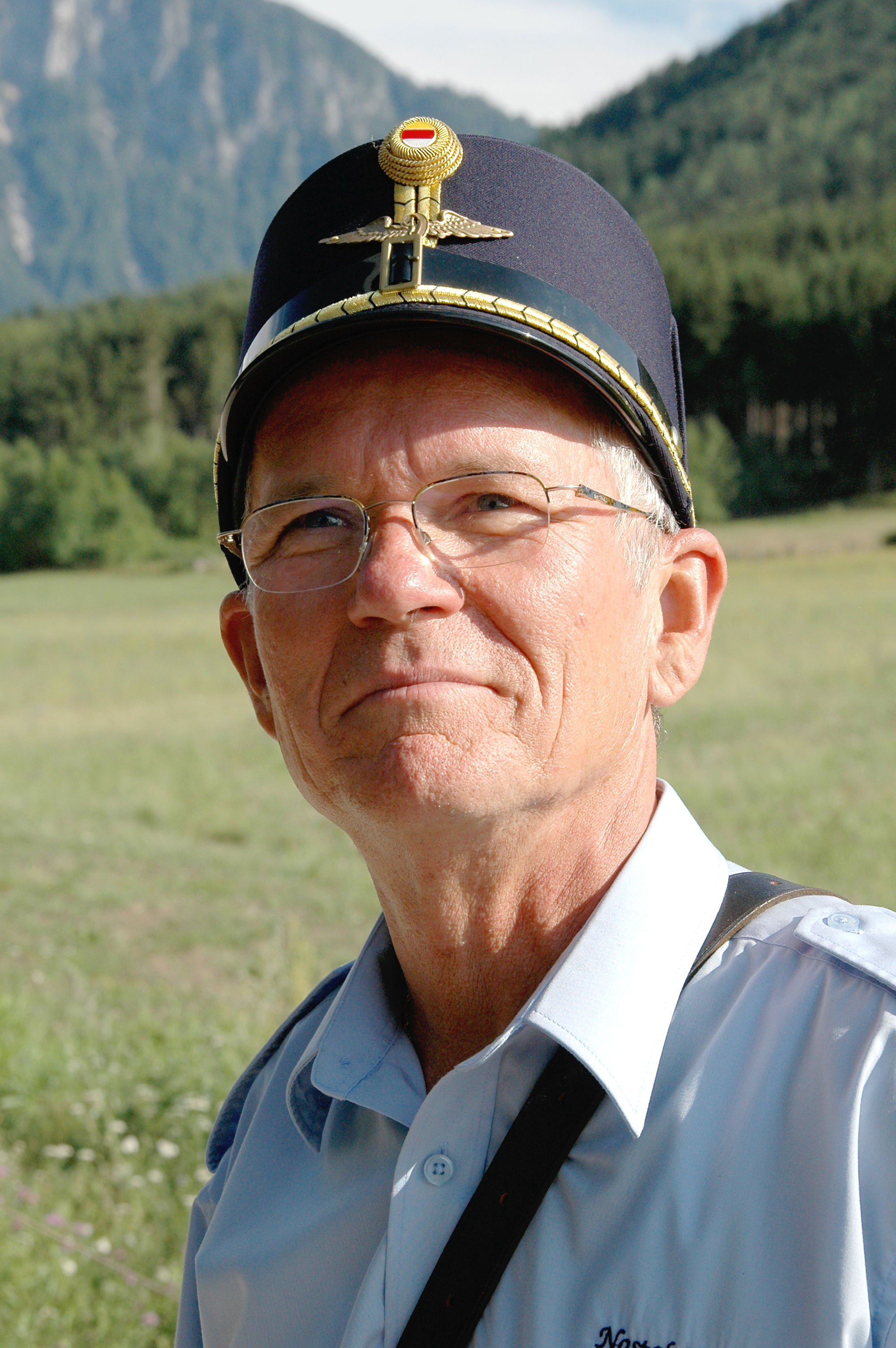
Schaffner vom Dampfbummelzug der Ferlacher Bahn
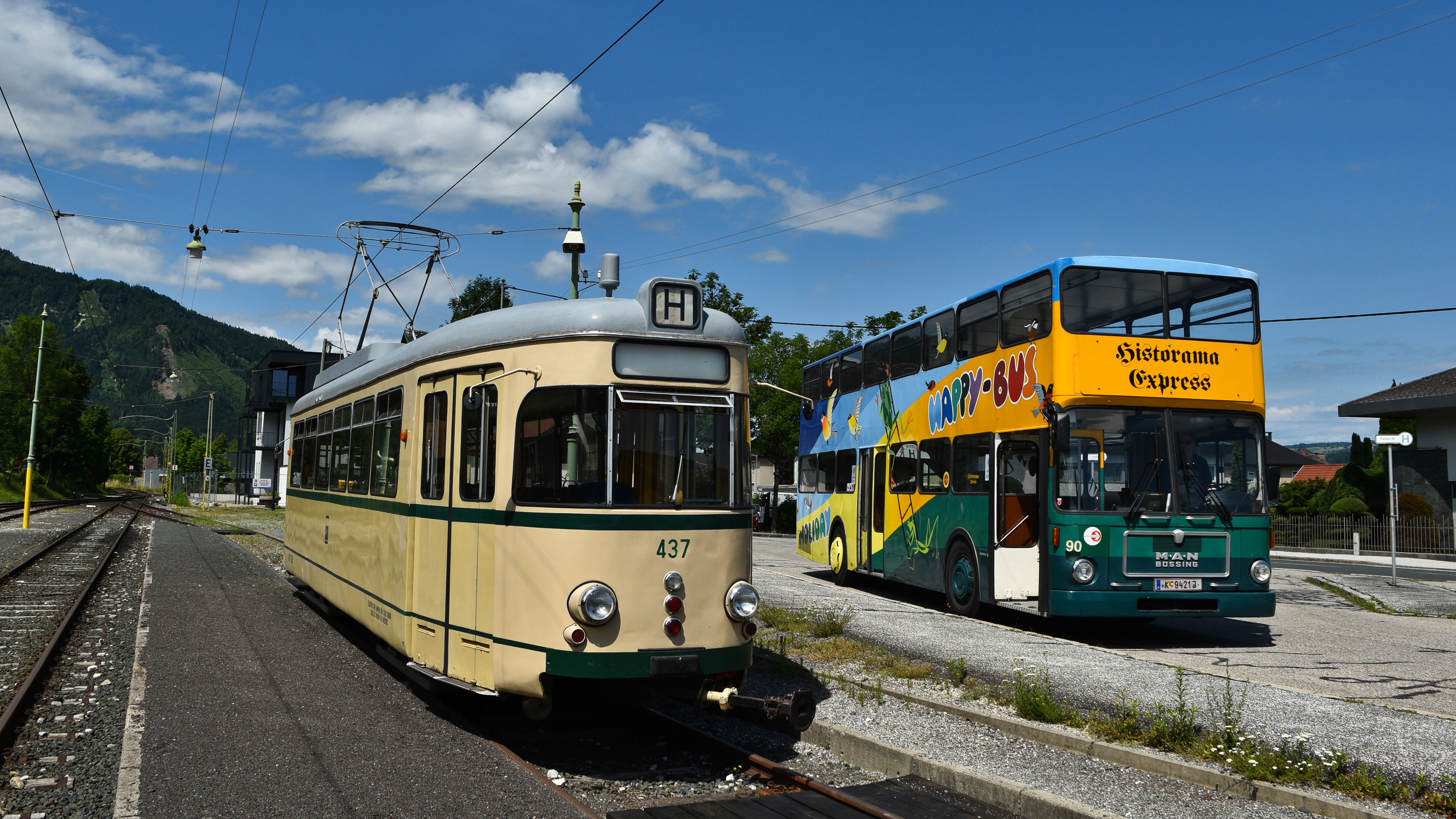
Anschlussverkehr mit Straßenbahn und Bus zum Historama in Ferlach